# بادلانلو
طایفهٔ کرمانج بادلانلو معروف به بادلان که در سال‌های اخیر خود را بهادرانلو نامیده‌اند، از ایلات مهم و معتبر زعفرانلو هستند.

## ذکر در تاریخ
مردوخ می‌گوید: «باددلی قریب هزار خانواری از آنها در الشگر و یوزغاداند، هفتصد خانواری هم در زازا هستند. همهٔ ایل اهل تشیع هستند.»
امرای بادلانلو در روزگار نادر از قدرت و شهرت بیشتری برخوردار بودند. ناصرالدین شاه محل آنها را در خراسان، حدود قوچان و چناران بیان کرده می‌گوید: در این محال میان ولایت (بیزکی و چشمه گیلاس) طایفهٔ بادلانلو و حمزکانلو می‌نشینند.
طایفهٔ بادلانلو مردمان زمخت تنومند معتبر متمولی هستند.
علاوه بر این محال بادلوها در درگز و کلات و قوچان و کلاته گل و علاقه جنیان و مرغزار بادلانلو در نزدیکی گنداب نیز سکونت دارند.آخرین رئیس این ایل که به مقام ریاست ایل زعفرانلو نیز رسید، مرحوم تاج محمد خان بهادری، معروف به سطوت الملک از جمله خوانینی بود که در جنگ با کلنل محمد تقی خان پسیان شرکت داشت
محل اسقرار این ایل عموماً در روستاهای قوچان می‌باشد و از جمله ییلاق‌های آنان چاپشلوی درگز، ارتفاعات هزار مسجد، چناران و.. می‌باشد. برخی از خانواده‌های این طایفه در روستاها به‌طور دائم ساکن شده‌اند.
بادلانلوها در سلطنت نادرشاه قدرت چشمگیری یافتند و در چندین ایالت ایران حکومت به آنان محول شد. در ابتدای کار نادر شاه با وی مخالف بودند و تحت تأثیر القائات شاهویردی خان شیخوانلو در سال ۱۱۳۷ دعوت ملک محمود سیستانی را که در مشهد به تخت نشسته بود پذیرفتند. محمد کاظم آورده‌است که:
چون روسا و ریش سفیدان ایل جلیل القدر چمشگزک از این مقدمه (دعوت ملک محمود) مطلع گردیدند مانند شاهویردی خان و محمد رضا خان (بادلانلو) با تحف و هدایای بسیار و پیشکش بی شمار وارد دربار سپهر مدار گردیدند …، و نیز اولین باری که در تاریخ عنوان زعفرانلو جانشین چمشگزک شده‌است به وسیلهٔ محمد کاظم دربارهٔ همین محمد رضا خان بادلانلو است که می‌گوید وقتی نمایندگان مرو از کمک نادر برای بیرون راندن شمنان خود مأیوس شدند از درگز عازم کردستان شدند و چون وارد محال دایمهٔ محمد رضا خان زعفرانلو شدند مشارٌ‌الیه لازمهٔ مراعات و خدمتکاری دوستانه مرعی داشته در آنجا عموم ریش سفیدان اکراد را دیده وارد منزل عالیجاه شاهویردی خان (شیخوانلو در چناران) گردیدند.
اقامتگاه ییلاقی ایل بادلانلو در کوه کوشک در ارتفاعات روستای اماموردیخان قوچان، چاپشلوی درگز، ارتفاعات هزار مسجد، چناران و … است.